# Emlyn Hughes
Emlyn Walter Hughes OBE (Barrow-in-Furness, 1947. augusztus 28. – Sheffield, 2004. november 9.) válogatott angol labdarúgó.
Az angol válogatott tagjaként részt vett az 1970-es világbajnokságon és az 1980-as Európa-bajnokságon.

## Pályafutása

### A válogatottban
1969 és 1980 között 62 alkalommal szerepelt az angol válogatottban és 1 gólt szerzett. 

## Sikerei, díjai
Liverpool
- Angol bajnok (4): 1972–73, 1975–76, 1976–77, 1978–79
- Angol kupa (1): 1973–74
- Angol szuperkupa (3): 1974, 1976, 1977
- BEK-győztes (2): 1976–77, 1977–78
- UEFA-kupa (2): 1972–73, 1975–76
- UEFA-szuperkupa (1): 1977

Wolverhampton Wanderers
- Angol ligakupa (1): 1979–80

Egyéni
- Az év labdarúgója (FWA) (1): 1977
- A Brit Birodalom Rendje (1): 1980